# Zoë Deltrap
Zoë Deltrap (Lage Zwaluwe, 24 maart 2005) is een Nederlands shorttrackster.

## Biografie
Deltrap begon op jonge leeftijd met hockeyen en schaatsen. Op twaalfjarige leeftijd besloot ze voor een carrière als schaatsster te gaan en later om voor de discipline shorttrack te gaan. Haar schooltijd genoot Deltrap op Thorbecke Voortgezet Onderwijs in Rotterdam, waar ze een aangepast programma volgde om voor een carrière als topsporter te kunnen gaan.
In 2022 trad Deltrap aan op de Olympische Jeugdspelen in Vuokatti in Finland. Hier wist ze vier gouden medailles te winnen op de 500 meter, 1000 meter, 1500 meter en de mixed relay. In 2024 mocht ze op een trainingskamp zich voor het eerst melden bij TeamNL, waar ze onder andere samen trainde met Suzanne Schulting, Xandra Velzeboer en Selma Poutsma. Na haar tweede trainingskamp liet Deltrap na steken in haar rug een scan maken en komt een hernia aan het licht, waardoor ze lange tijd uit de roulatie lag. Haar rentree maakte Deltrap op de junioren wereldbekerwedstrijden in Heerenveen, waar ze direct brons wist te winnen.
In 2025 trad Deltrap aan op het NK shorttrack in Thialf, Heerenveen. Hier maakte ze tijdens de 1500 meter een valpartij waar ze medefinalisten Michelle Velzeboer en Diede van Oorschot onderuit gleed. Na een paar minuten werd de finale hervat zonder Deltrap. Doordat ze geen schade had opgelopen aan de valpartij, maakte Deltrap gewoon onderdeel uit van de selectie van TeamNL op het EK shorttrack 2025 in Dresden.
Tijdens het EK shorttrack 2025 won Deltrap een medaille door in de finale met de gemengde aflossing tweede te worden.

## Persoonlijk
Deltrap is de dochter van voormalig shorttrackster Priscilla Ernst.
Bibi Arts · Teun Boer · Hugo Bosma · Zoë Deltrap · Friso Emons · Kay Huisman· Yara van Kerkhof · Niels Kingma · Sjinkie Knegt · Daan Kos · Itzhak de Laat · Diede van Oorschot · Selma Poutsma · Sven Roes · Suzanne Schulting · Bram Steenaart · Michelle Velzeboer · Xandra Velzeboer · Jens van 't Wout · Melle van 't Wout

Bondscoach: Niels Kerstholt

Assistent-coach: Kip Carpenter · Haralds Silovs